# نوبوتاکا سوزوکی
نوبوتاکا سوزوکی (انگلیسی: Nobutaka Suzuki؛ زادهٔ ۱۲ سپتامبر ۱۹۸۳) بازیکن فوتبال اهل ژاپن است.
از باشگاه‌هایی که در آن بازی کرده‌است می‌توان به باشگاه فوتبال ساموت سونگخرام و باشگاه فوتبال زاربروکن اشاره کرد.